# Vibeke von Saher
Vibeke von Saher (Esbjerg, 15 juni 1955) is een Nederlands radioregisseur en producent van hoorspelen. Zij is van Deense afkomst. 

## Biografie
Von Saher groeide op in Denemarken, India en Duitsland. Zij studeerde vanaf 1974 Franse en Duitse literatuur aan de Universiteit van Frankfurt en de Ruprecht-Karls-universiteit in Heidelberg. In 1984 promoveerde zij in de musicologie op een dissertatie over het muziektheater in de Weimarrepubliek. Zij werkte als dramaturg aan het Opern- und Schauspielhaus Frankfurt en had diverse andere organisatorische functies in het culturele leven van die stad. In opdracht van Duitse omroepen schreef en regisseerde zij hoorspelen en documentaires.  
Na haar verhuizing naar Nederland was Von Saher van 2002 tot 2005 lid van de Commissie Internationaal van de Raad voor Cultuur. In november 2004 richtte ze met Marlies Cordia de productiemaatschappij De Hoorspelfabriek op.

## Werk

### Producties
- Genossin Namenlos (voor WDR, met J. Monika Walther)
- Entweder denke ich an etwas Unglückliches oder an mich - Anne Frank (voor WDR, met J. Monika Walther)
- Der Dolch ohne Stiel an dem die Klinge fehlt - Die Hühner des Fürsten Alexander Potjomkin (genomineerd voor Prix Europa, met J. Monika Walther)
- Ich brauchte es nur in meinem Kopf zu sehen und schon geschah es - Die Schriftstellerin Helga Ruebsamen (SWR, met J. Monika Walther)
- Casino, Casino. Morgen, morgen wordt alles anders! (VPRO)
- Het leven van een chauffeur. Raspoetin, Wilhelmina, Churchill, Nikolas. (VPRO)
- Die Gräfin von Parma, naar Sándor Márai (WDR)

### Regie
De Hoorspelfabriek
- Jackie van Elfriede Jelinek
- De gravin van Parma naar Sándor Márai
- Het Schervengericht naar A.F.Th. van der Heijden
- Over de liefde naar Doeschka Meijsing
- Godenslaap naar Erwin Mortier
- Tirza naar Arnon Grunberg
- Mama Tandoori naar Ernest van der Kwast (bekroond met een Prix Italia)
- Millennium, deel 1 naar Stieg Larsson
- Bonita Avenue naar Peter Buwalda

Hörverlag München
- Der Zementgarten naar Ian McEwan
- Die Entdeckung des Himmels naar Harry Mulisch

### Wetenschappelijke publicatie
- Vibeke von Saher: Regieoper - Opernregie. Musiktheater in der Weimarer Republik. Tende-Verlag, Dülmen, 1986.